# Bobby Portis
Bobby Portis (ur. 10 lutego 1995 w Little Rock) – amerykański koszykarz, występujący na pozycji skrzydłowego, aktualnie zawodnik zespołu Milwaukee Bucks.
W 2013 wystąpił w meczu wschodzących gwiazd - Nike Hoop Summit oraz McDonald’s All-American.
6 lutego 2019 w wyniku wymiany trafił do Washington Wizards.
8 lipca 2019 został zawodnikiem New York Knicks.
26 listopada 2020 zawarł umowę Milwaukee Bucks.

## Osiągnięcia
Stana na 13 września 2023, na podstawie, o ile nie zaznaczono inaczej.

### NCAA
- Uczestnik turnieju NCAA (2015)
- Zawodnik roku konferencji Southeastern (SEC – 2015)[7]
- Zaliczony do:
  - I składu:
    - SEC (2015)
    - najlepszych pierwszorocznych zawodników SEC (2014)

  - II składu:
    - All-American (2015)
    - SEC (2014)

### NBA
- Mistrz NBA (2021)[8]

### Reprezentacja
- Uczestnik mistrzostw świata (2023 – 4. miejsce)[9]